# Рудолф фон Райнфелден
Рудолф фон Райнфелден (на немски: Rudolf von Rheinfelden, Rudolf von Schwaben; * ок. 1025; † 15 или 16 октомври 1080 при Хоенмьолсен) е херцог на Швабия от 1057 до 1079 г. и от 1077 до 1080 г. немски антикрал.

## Живот
Фамилията му принадлежи към големите бургундски родове. Син е на граф Куно фон Райнфелден († 1026). Роднина е на крал Рудолф II от Бургундия (912 – 37). Той е братовчед на херцозите на Лотарингия и роднина на Лиудолфингите. Това му дава допълнително право да бъде кандидат при изборите на крал.
Рудолф е през 1048 г. граф в Зизгау при Райнфелден на границата между Швабия и Бургундия. Той е издигнат през 1057 г. от Агнес Поатиенска на херцог на Швабия. Тогава Рудолф отвлича нейната единадесетгодишна дъщеря Матилда, по-голяма сестра на крал Хайнрих IV, от един манастир на епископ Румолд от Констанц († 1069), където е дадена за възпитаване, и се сгодява за нея. Двамата се женят през края на 1059 г. Матилда умира на 12 май 1060 г. Рудолф има с нея вероятно син, Бертхолд I (* 1060; † 18 май 1090), херцог на Швабия (1079 – 1090).
През 1066 г. той се жени за Аделхайд Торинска († 1079), вдовица на граф Гиг I д’Албон († 1063/1070), дъщеря на граф Ото от Савоя и втората му съпруга Аделхайд от Суза. Аделхайд е сестра на Берта, съпругата на Хайнрих IV от 1066 г. Така Рудолф е отново зет на Хайнрих. Двамата имат дъщеря Агнес († 1111), която омъжват за херцог Бертхолд II от Церинген.
Рудолф е първо поддръжник на своя зет, крал Хайнрих IV, по време на въстанията в Саксония през първата половина на седемдесетте години. По време на конфликтите по инвеститурата той отива при опозицията, от която е избран на 15 март 1077 г. във Форхайм за геген-крал. На 26 март 1077 г. в Майнц той е осветен за крал от архиепископ Зигфрид I от Майнц и веднага заминава за Саксония, където най-много го почитат.
През края на май 1077 г. в Улм Хайнрих IV взема на всички бунтуващи се князе службите и дадените им владения и обявява смъртна присъда на привържениците им. Последва война.
На 7 март 1080 г. на синод папа Григорий VII обявява Рудолф за легитимен крал. На 25 юни 1080 г. Хайнрих IV избира Виберт от Равена за геген-папа. Започва гражданска война.
При военните действия за владението в Свещената Римска империя той умира след тежко нараняване в битката при Хоенмьолсен от 15 октомври 1080 г., при която Хайнрих IV избягва. Един от рицарите на Хайнрих IV отрязва дясната ръка на геген-краля Рудолф и го пробожда с меч в корема. Рудолф умира един ден след това и е погребан в катедрала на Мерзебург.
Хейнар Шилинг пише през 1919 г. драмата „König Rudolf“.

## Деца
Рудолф фон Райнфелден има с първата си съпруга Матилда Швабска ( * октомври 1048; † 12 май 1060) вероятно син:
- Бертхолд I (* 1060; † 18 май 1090), херцог на Швабия (1079 – 1090)

Рудолф фон Райнфелден има с втората си съпруга Аделхайд Торинска (* 1052, † 1079) децата:
- Агнес фон Райнфелден (* ок. 1065, † 19 декември 1111), омъжена 1079 г. за херцог Бертхолд II фон Церинген (* 1050; † 1111)
- Аделхайд фон Райнфелден (* пр. 1077; † май 1090), омъжена 1077/1078 г. за унгарския крал Ласло I (* 1048; † 1095)
- Берта фон Райнфелден/Берта фон Брегенц (* ок. 1065; † сл. 1128), графиня фон Келмюнц, омъжена пр. 1077 г. за граф Улрих X фон Брегенц († 1097)
- Ото († млад)
- Кунигунда Швабска, омъжена за граф Егино II фон Урах (* 1055; † ок. 1105)
- вер. Бертхолд фон Райнфелден (* ок. 1060; † 18 май 1090), херцог на Швабия (1079 – 1090)
- Бруно, монах в Хирзау, абат на Усенхофен ам Шайерн.